# Maurice Smethurst Evans
Maurice Smethurst Evans  ( 1854 -1920 ) fue un botánico sudafricano, nacido en Inglaterra y migrado allí en 1854.

## Algunas publicaciones
- maurice s. Evans. 2010. Black and White in South East Afric: A Study in Sociology. Edición reimpresa de BiblioBazaar, 372 pp. ISBN 1142667782

- -----------------. 1916. Report of the Rebellion Losses Commission ... Editor Cape Times Ltd. Gov. Printers, 13 pp.

- j.m. Wood, m.s. Evans. 1904. Natal Plants: Descriptions & Figures of Natal Indigenous Plants. 6 tomos

- ------------, -------------. 1899. Natal Plants: Descriptions & Figures of Natal Indigenous Plants

- La abreviatura «M.S.Evans» se emplea para indicar a Maurice Smethurst Evans como autoridad en la descripción y clasificación científica de los vegetales.[1]